# Finland op de Olympische Winterspelen 1988
Tijdens de Olympische Winterspelen van 1988, die in Calgary (Canada) werden gehouden, nam Finland voor de vijftiende keer deel.

## Medailleoverzicht
| Sport          | Olympiër                                                                | Discipline                     | Medaille |
| -------------- | ----------------------------------------------------------------------- | ------------------------------ | -------- |
| Langlaufen     | Marjo Matikainen                                                        | 5 km klassiek (v)              | Goud     |
| Schansspringen | Matti Nykänen                                                           | normale schans individueel (m) | Goud     |
| Schansspringen | Matti Nykänen                                                           | grote schans individueel (m)   | Goud     |
| Schansspringen | Matti Nykänen Ari-Pekka Nikkola Tuomo Ylipulli Jari Puikkonen           | grote schans team (m)          | Goud     |
| IJshockey      | Olympisch team                                                          | mannen                         | Zilver   |
| Langlaufen     | Marjo Matikainen                                                        | 20 km vrije stijl (v)          | Brons    |
| Langlaufen     | Pirkko Määttä Marja-Liisa Kirvesniemi Marjo Matikainen Jaana Savolainen | 4x5 km estafette (v)           | Brons    |

## Deelnemers en resultaten

### Alpineskiën
| Olympiër       | Discipline       | Resultaat | Prestatie    |
| -------------- | ---------------- | --------- | ------------ |
| Nina Ehrnrooth | reuzenslalom (v) | dnf-1     | opgave run 1 |
| Nina Ehrnrooth | slalom (v)       | dnf-1     | opgave run 1 |

### Biatlon
| Olympiër                                                       | Discipline             | Resultaat | Prestatie |
| -------------------------------------------------------------- | ---------------------- | --------- | --- |
| Harri Eloranta                                                 | 10 km (m)              | 25e       | 27.15,2 (+2.07,1) pen.: 3 (2 + 1)                                                                                           |
| Harri Eloranta                                                 | 20 km (m)              | 50e       | 1:05.10,6 (+9.37,3) pen.: 7 (2 + 2 + 1 + 2)                                                                                 |
| Arto Jääskeläinen                                              | 20 km (m)              | 58e       | 1:09.29,5 (+13.56,2) pen.: 11 (4 + 1 + 2 + 4)                                                                               |
| Antero Lähde                                                   | 10 km (m)              | 42e       | 27.59,9 (+2.51,8) pen.: 3 (2 + 1)                                                                                           |
| Tapio Piipponen                                                | 10 km (m)              | 7e        | 26.02,2 (+54,1) pen.: 1 (0 + 1)                                                                                             |
| Tapio Piipponen                                                | 20 km (m)              | 8e        | 58.18,3 (+1.45,0) pen.: 3 (1 + 0 + 1 + 1)                                                                                   |
| Juha Tella                                                     | 10 km (m)              | 41e       | 27.58,3 (+2.50,2) pen.: 3 (2 + 1)                                                                                           |
| Juha Tella                                                     | 20 km (m)              | 38e       | 1:03.39,0 (+7.05,7) pen.: 6 (2 + 1 + 3 + 0)                                                                                 |
| Team Juha Tella Antero Lähde Arto Jääskeläinen Tapio Piipponen | 4x7,5 km estafette (m) | 12e       | 1:30.54,4 (+8.24,4) pen.: 5 23.33,0 pen.: 3 (3 + 0) 22.54,1 pen.: 2 (0 + 2) 22.46,5 pen.: 0 (0 + 0) 21.40,8 pen.: 0 (0 + 0) |

### Langlaufen
| Olympiër                                                                     | Discipline            | Resultaat | Prestatie                                           |
| ---------------------------------------------------------------------------- | --------------------- | --------- | --------------------------------------------------- |
| Aki Karvonen                                                                 | 15 km klassiek (m)    | 20e       | 43.54,5 (+2.35,6)                                   |
| Aki Karvonen                                                                 | 30 km klassiek (m)    | 19e       | 1:29.49,5 (+5.23,2)                                 |
| Harri Kirvesniemi                                                            | 15 km klassiek (m)    | 8e        | 42.42,8 (+1.23,9)                                   |
| Harri Kirvesniemi                                                            | 30 km klassiek (m)    | 9e        | 1:26.59,6 (+2.33,3)                                 |
| Harri Kirvesniemi                                                            | 50 km vrije stijl (m) | 22e       | 2:11.41,8 (+7.10,9)                                 |
| Heikki Kivikko                                                               | 50 km vrije stijl (m) | 29e       | 2:12.27,1 (+7.56,2)                                 |
| Jari Laukkanen                                                               | 15 km klassiek (m)    | 25e       | 44.22,0 (+3.03,1)                                   |
| Jari Laukkanen                                                               | 30 km klassiek (m)    | 52e       | 1:35.51,6 (+11.25,3)                                |
| Jari Räsänen                                                                 | 15 km klassiek (m)    | 30e       | 45.04,5 (+3.45,6)                                   |
| Kari Ristanen                                                                | 30 km klassiek (m)    | 27e       | 1:31.05,2 (+6.38,9)                                 |
| Kari Ristanen                                                                | 50 km vrije stijl (m) | 7e        | 2:08.08,1 (+3.37,2)                                 |
| Antti Ticklén                                                                | 50 km vrije stijl (m) | 45e       | 2:18.41,8 (+14.10,9)                                |
| Team Jari Laukkanen Harri Kirvesniemi Jari Räsänen Kari Ristanen             | 4x10 km estafette (m) | 8e        | 1:48.24,0 (+4.25,4) 28.24,6 26.43,8 26.51,2 26.24,4 |
|                                                                              |                       |           |                                                     |
| Eija Hyytiäinen                                                              | 20 km vrije stijl (v) | 32e       | 1:02.06,9 (+6.13,3)                                 |
| Marja-Liisa Kirvesniemi                                                      | 5 km klassiek (v)     | 5e        | 15.16,7 (+12,7)                                     |
| Marja-Liisa Kirvesniemi                                                      | 10 km klassiek (v)    | 9e        | 30.57,0 (+48,7)                                     |
| Marja-Liisa Kirvesniemi                                                      | 20 km vrije stijl (v) | 11e       | 58.45,6 (+2.52,0)                                   |
| Pirkko Määttä                                                                | 5 km klassiek (v)     | 16e       | 15.51,8 (+47,8)                                     |
| Pirkko Määttä                                                                | 10 km klassiek (v)    | 7e        | 30.52,4 (+44,1)                                     |
| Marjo Matikainen                                                             | 5 km klassiek (v)     | Goud      | 15.04,0                                             |
| Marjo Matikainen                                                             | 10 km klassiek (v)    | Brons     | 30.20,5 (+12,2)                                     |
| Marjo Matikainen                                                             | 20 km vrije stijl (v) | 12e       | 58.50,7 (+2.57,1)                                   |
| Tuulikki Pyykkönen                                                           | 5 km klassiek (v)     | 12e       | 15.38,1 (+34,1)                                     |
| Tuulikki Pyykkönen                                                           | 10 km klassiek (v)    | 29e       | 32.37,7 (+2.29,4)                                   |
| Jaana Savolainen                                                             | 20 km vrije stijl (v) | 28e       | 1:01.26,8 (+5.33,2)                                 |
| Team Pirkko Määttä Marja-Liisa Kirvesniemi Marjo Matikainen Jaana Savolainen | 4x5 km estafette (v)  | Brons     | 1:01.53,8 (+2.02,7) 15.46,0 15.22,1 15.21,8 15.23,9 |

### Noordse combinatie
| Olympiër                                           | Discipline      | Resultaat | Prestatie |
| -------------------------------------------------- | --------------- | --------- | --- |
| Pasi Saapunki                                      | individueel (m) | 15e       | +3.16,6 — schans: 193,3 p — 15 km: 38.49,4 |
| Jukka Ylipulli                                     | individueel (m) | 16e       | +3.28,1 — schans: 196,7 p — 15 km: 39.23,6 |
| Sami Leinonen                                      | individueel (m) | 17e       | +3.30,9 — schans: 202,4 p — 15 km: 40.04,4 |
| Jouko Parviainen                                   | individueel (m) | 33e       | +5.32,1 — schans: 198,9 p — 15 km: 41.42,2 |
| Team Pasi Saapunki Jouko Parviainen Jukka Ylipulli | team (m)        | 7e        | +4.52,8 — schans: 561,3 p — 30 km: 1:19.56,3 schans: 165,0 p — 10 km: 26.29,7 schans: 201,9 p — 10 km: 26.42,3 schans: 194,4 p — 10 km: 26.44,3 |

### Schaatsen
| Olympiër        | Discipline   | Resultaat | Prestatie         |
| --------------- | ------------ | --------- | ----------------- |
| Timo Järvinen   | 5000 m (m)   | 18e       | 6.56,68 (+12,05)  |
| Timo Järvinen   | 10.000 m (m) | 17e       | 14.27,69 (+39,49) |
| Pertti Niittylä | 1500 m (m)   | 25e       | 1.56,48 (+4,42)   |
| Pertti Niittylä | 5000 m (m)   | 16e       | 6.55,18 (+10,55)  |
| Pertti Niittylä | 10.000 m (m) | 15e       | 14.26,57 (+38,37) |

### Schansspringen
| Olympiër                                                           | Discipline                     | Resultaat | Prestatie |
| ------------------------------------------------------------------ | ------------------------------ | --------- | --- |
| Risto Laakkonen                                                    | normale schans individueel (m) | 23e       | 183,2 punten 97,2 p. (81,0 m) + 86,0 p. (76,5 m) |
| Ari-Pekka Nikkola                                                  | normale schans individueel (m) | 15e       | 190,7 punten 100,2 p. (83,5 m) + 90,5 p. (79,0 m) |
| Ari-Pekka Nikkola                                                  | grote schans individueel (m)   | 16e       | 189,0 punten 97,3 p. (106,0 m) + 91,7 p. (102,0 m) |
| Matti Nykänen                                                      | normale schans individueel (m) | Goud      | 229,1 punten 114,8 p. (89,5 m) + 114,3 p. (89,5 m) |
| Matti Nykänen                                                      | grote schans individueel (m)   | Goud      | 224,0 punten 120,8 p. (118,5 m) + 103,2 p. (107,0 m) |
| Jari Puikkonen                                                     | normale schans individueel (m) | 7e        | 199,1 punten 105,5 p. (84,0 m) + 93,6 p. (80,0 m) |
| Jari Puikkonen                                                     | grote schans individueel (m)   | 11e       | 194,6 punten 99,3 p. (106,0 m) + 95,3 p. (103,5 m) |
| Pekka Suorsa                                                       | grote schans individueel (m)   | 38e       | 163,4 punten 83,7 p. (99,5 m) + 79,7 p. (97,0 m) |
| Team Matti Nykänen Ari-Pekka Nikkola Tuomo Ylipulli Jari Puikkonen | grote schans team (m)          | Goud      | 634,4 punten 106,6 p. (110,5 m) + 101,3 p. (108,5 m) 114,6 p. (115,5 m) + 114,2 p. (114,5 m) 99,1 p. (105,5 m) + 93,2 p. (102,0 m) 95,0 p. (104,0 m) + 98,6 p. (105,5 m) |

### IJshockey
| Olympiër | Discipline | Resultaat | Prestatie |
| --- | ---------- | --------- | --- |
| Timo Blomqvist Kari Eloranta Jyrki Lumme Jukka Virtanen Arto Ruotanen Reijo Ruotsalainen Simo Saarinen Kai Suikkanen Raimo Helminen Iiro Järvi Esa Keskinen Erkki Lehtonen Reijo Mikkolainen Janne Ojanen Timo Susi Pekka Tuomisto Teppo Numminen Jari Torkki Jukka Tammi Jarmo Myllys Erkki Laine Kari Laitinen | mannen     | Zilver    | Voorronde groep A: 1- 2 Finland - Zwitserland 10- 1 Finland - Frankrijk 3- 1 Finland - Canada 3- 3 Finland - Zweden 5- 1 Finland - Polen Finaleronde: 8- 0 Finland - Bondsrepubliek Duitsland 2- 5 Finland - Tsjecho-Slowakije 2- 1 Finland - Sovjet-Unie |

Amerikaanse Maagdeneilanden · Andorra · Argentinië · Australië · België · Bolivia · Bondsrepubliek Duitsland · Bulgarije · Canada · Chili · China · Chinees Taipei · Costa Rica · Cyprus · Denemarken · Duitse Democratische Republiek · Fiji · Filipijnen · Finland · Frankrijk · Griekenland · Groot-Brittannië · Guam · Guatemala · Hongarije · IJsland · India · Italië · Jamaica · Japan · Joegoslavië · Libanon · Liechtenstein · Luxemburg · Marokko · Mexico · Monaco · Mongolië · Nederland · Nederlandse Antillen · Nieuw-Zeeland · Noord-Korea · Noorwegen · Oostenrijk · Polen · Portugal · Puerto Rico · Roemenië · San Marino · Sovjet-Unie · Spanje · Tsjecho-Slowakije · Turkije · Verenigde Staten · Zuid-Korea · Zweden · Zwitserland